# Elizabeth Gunning
Pour les articles homonymes, voir Gunning.
Elizabeth Gunning, duchesse de Hamilton, duchesse d'Argyll et 1re baronne Hamilton de Hameldon, née vers décembre 1733 et morte le 20 décembre 1790, est une aristocrate irlandaise.

## Biographie
Née dans le Huntingdonshire, elle est la fille de John Gunning de Castle Coote et de Brigitte Bourke. Elizabeth a pour sœur aînée Maria Gunning (en). Fin 1740 ou début 1741, la famille Gunning retourne sur les terres en Irlande, partageant leur temps entre leurs terres dans le Roscommon et Dublin, dans une relative pauvreté.
Les sœurs Gunning deviennent actrices de théâtre, bien que ce métier soit souvent celui des courtisanes liées à de riches bienfaiteurs. La beauté des deux jeunes filles est remarquée.
En octobre 1748, lors d'un bal au château de Dublin, les deux sœurs sont présentées au comte de Harrington (en). En 1750, Bridget Gunning obtient de ce dernier une pension, afin qu'elle et ses filles puissent retourner à Huntingdon, en Angleterre, avant qu'elles ne soient présentées à la cour royale à Londres en décembre.
En janvier 1752, Elizabeth rencontre le duc James Hamilton. Ils se marient clandestinement un mois plus tard. Après la mort du duc en 1758, elle se fiance à Francis Egerton, duc de Bridgwater, mais l'engagement est annulé. Le 3 février 1759, elle épouse John Campbell, marquis de Lorne.
De 1761 à 1784, elle est Lady of the Bedchamber de la reine Charlotte. En 1770, son époux succède à son père comme duc d'Argyll, Elizabeth devenant ainsi duchesse d'Argyll.
Le 20 mai 1776, le roi George III, qui l'apprécie, la fait baronne Hamilton de Hameldon dans son propre droit.
Elisabeth meurt le 20 décembre 1790 à son domicile à Londres. Elle est enterrée à Kilmun dans l'Argyllshire.

## Descendance
Elle a trois enfants de son premier mariage avec le duc de Hamilton:
- Lady Elizabeth Hamilton (26 janvier 1753 - 14 mars 1797), marié à Edward Smith-Stanley, 12e comte de Derby
- James Douglas-Hamilton, 7e duc de Hamilton (18 février 1755 - 7 juillet 1769)
- Douglas Hamilton (8e duc de Hamilton) (24 juillet 1756 - 2 août 1799)

Elle a cinq enfants de son second mariage avec le duc d'Argyll :
- Lady Augusta Campbell
- George John Campbell, Comte de Campbell (1763-1764)
- George Campbell (6e duc d'Argyll) (1768-1839)
- Lady Charlotte Campbell (1775-1861)
- John Campbell, 7e Duc d'Argyll (1777-1847)